# 魔女見習いをさがして
『魔女見習いをさがして』（まじょみならいをさがして、英語: Looking for Magical Doremi）は、1999年から2005年にかけて放映された魔法少女アニメ『おジャ魔女どれみ』シリーズの20周年を記念して公開された劇場版アニメ。劇場公開日は2020年11月13日。監督は鎌谷悠と佐藤順一。
『おジャ魔女どれみ』シリーズの劇場版であり、制作スタッフも当時のメンバーの多くが集まった。一方で本作のストーリーは子供の頃に『おジャ魔女どれみ』シリーズを見ていた女性3人を主人公に据え、その3人が一緒に旅に出て大人になって見失ってしまった大切なものを探すというもので、アニメ版の主人公キャラクターであるどれみ達を主人公としなかったことが大きな特徴である。
第75回毎日映画コンクールアニメーション映画賞を受賞。興行収入は3億円。

## あらすじ
愛知に住み教師を目指す、22歳の大学生・長瀬ソラ。東京に住み一流貿易商社で働く、帰国子女で語学堪能な27歳の吉月ミレ。広島に住み絵画修復士になるためバイトに励む、20歳のフリーター川谷レイカ。3人はそれぞれ、魔法のようには思い通りにいかない現実と向き合い過ごしていた。年齢も境遇も違う3人の共通点は、幼少期に『おジャ魔女どれみ』を見ていたということ。「MAHO堂」のモデルと言われている鎌倉の洋館で偶然出会った3人は、共通しておジャ魔女ファンであることを知り、さらにそれぞれが「魔法玉」を持っていることを知り意気投合、聖地巡礼として、どれみゆかりの地である飛騨高山へ3人で旅行に行くことになる。
飛騨高山への旅行中、レイカは父と幼い頃に生き別れになったことをソラとミレに語る。ミレは3人が持っている魔法玉にレイカが父と再会できるよう願うことを提案、実行すると思いがけずレイカは父と病院で対面することになる。しかし久々に再会した父はレイカとは向き合わず、父の対応にショックを受けたレイカはミレと口論になり、実家のある尾道に帰ってしまう。その後ミレはソラからも「正論だからといって言ってはいけないこともある」と諭され、ソラの家で『おジャ魔女どれみ』でどれみとはづきが喧嘩をして仲直りをする回を観てすぐに尾道へ向かい、レイカに謝る。レイカと無事に関係を戻したミレは、レイカの夢を叶えるため上京するように誘い、レイカはミレと同居することになる。ミレもまた上司と関係が悪化していた会社を辞めることを決断し、ソラも教師になるための勉強を改めて再開する。
夏になりソラの試験が落ち着いたため、3人はどれみたちが修学旅行で行った奈良・京都への旅行へ行くことにする。この旅行の道中で3人は、同じく『おジャ魔女どれみ』シリーズのファンである青年大宮と出会い、4人は旅路をともにする。その中でソラは大宮へ好意を寄せるようになり、ついに告白するが、大宮が告白を断りソラは失恋する。その夜3人は京都の公園で『おジャ魔女どれみ』への想いや自分たちのやりたいことを語り合う。それを通じて3人は「自分達の間に生まれた絆はみなどれみのおかげだ」と感じ、3人は改めて魔法玉を手にして「どれみに会いたい」と願うが、実現することはない。しかし、思い返せばどれみは魔法を使っていないのに、まるで魔法を使ったかのような事態を巻き起こすこともしばしばあり、これはどれみ自身が持っていた魔法なのではないかと3人は語り合う。そして3人は、おジャ魔女を見て魔法を信じていた幼い頃の自分を思い返しながら、どれみだけでなく誰の心にも魔法があり夢を叶えることができるのだということに気づく。
3か月後、ミレはMAHO堂のモデルとなった洋館を改装し3人の夢を実現できるカフェを開く。

## 登場人物

### メインキャラクター
本作の主人公である3名。世代こそ違うものの、『おジャ魔女どれみ』の大ファンという共通点がある。
長瀬 ソラ
声 - 森川葵
22歳の女子大生。愛知県出身。愛知教育文化大学に在籍。
以前から教師を目指しており、教育実習先で発達障害を持つ児童に出会い、その児童のことばかりを気にして他の児童のことが疎かになっていることを教育係の教師に指摘されていた。洋館で出会ったミレとレイカに対して、再び会うことを率先して提案したのは彼女である。大宮竜一に告白したが失恋した。
どれみ推し。『おジャ魔女どれみ』を第4期『ドッカ〜ン!』のみリアルタイムで視聴していた。DVDも全シリーズ揃えている。
実は男性アイドル好き。
吉月 ミレ
声 - 松井玲奈
27歳のキャリアウーマン。東京都在住。3人の中では最年長。
アメリカ合衆国からの帰国子女。大学卒業後、貿易商社に勤務している。語学堪能なバイリンガル。すらりとした長身でスタイルも抜群。
一見すると才女のように思われるが、空気を読まずにたびたび正論を口にして、相手を不愉快にさせることがある。上司から毎日パワハラを受け、職場に嫌気が差している。
はづき推し。3人の中で唯一『おジャ魔女どれみ』をリアルタイムで視聴していた。アメリカにいた頃、日本から送ってもらったDVDを視聴していた。
実は案外ずぼらな面があり、整理整頓が苦手。
川谷 レイカ
声 - 百田夏菜子
20歳（物語序盤は19歳）のフリーター。広島県尾道市出身。3人の中では最年少。旧姓は「玉木」。
絵画修復士になるため、お好み焼き屋のアルバイトで学費を稼いでいる。両親は離婚し、同居していた母親を2年前に失うという、不幸かつ複雑な境遇にある。ダメ人間の彼氏・久保聖也に日々振り回されている。
あいこ推し。『おジャ魔女どれみ』を再放送とネット配信で視聴していた。

### その他
大宮 竜一
声 - 三浦翔平
ソラと同年代である青年。大学4年生。一人旅が趣味。
長身かつ精悍な顔立ちをしているが、実は『おジャ魔女どれみ』の大ファン（おんぷ推し）。そのことを主人公3人に知られたことで、同好の士である3人に奈良や京都などを案内する。過去にSNSで炎上したことがあり、再び他人を傷つけることを恐れてソラからの告白を断る。
久保 聖也
声 - 浜野謙太
レイカの彼氏。かつては路上ミュージシャンをしていたが、現在はヒモ状態。
いつもレイカのバイト代をせびり、真面目に働こうとせずにパチンコばかりしている。
最終的にはソラ達との出会いを機に成長したレイカから愛想を尽かされる。
牧田 裕司
声 - 氷青
ソラが教育実習先で出会った少年。
生まれつきの発達障害があり文字の読み書きは苦手だが、絵を描くことが得意。
矢部 隼人
声 - 石田彰
ミレの後輩。実はミレに好意を抱いている。
宮尾課長
声 - 金光宣明
ミレの上司。正論ばかり述べるミレを煙たがり、彼女をプロジェクトから追放した。
玉木 哲司
声 - 菅原淳一
レイカの父親。娘がまだ幼い頃に離婚し、現在は高山赤十字病院に入院している。
前妻と離婚後、再婚してレイカの異母妹を授かっている。

## 聖地
| 奈良公園 |  | 鎌倉市 |
| 奈良公園 |  | 鎌倉市 |

本アニメ映画の作中には、その原点となる『おジャ魔女どれみ』シリーズとの接点が多数含まれているが、アニメの舞台となった土地（いわゆる聖地）についても同様である。主人公3人は日本各地を旅行したが、旅先の共通点は「どこも『おジャ魔女どれみ』ゆかりの地であった」ことである。
鎌倉
「MAHO堂」のモデルと言われている洋館がある場所。この洋館にて、主人公3人が偶然出会った。鎌倉市は、どれみ達が暮らす「美空市」のモデルという説もある。
飛騨高山
ゴールデンウィーク中に主人公3人が聖地巡礼として訪れた場所。映画『も〜っと!おジャ魔女どれみ カエル石のひみつ』でどれみ達が訪れた場所でもあり、春風姉妹の祖父母が住んでいる。
奈良
主人公3人と大宮が訪問した観光名所の1つ。『おジャ魔女どれみドッカ～ン!』第11話においてどれみ達（美空小の児童）が修学旅行で訪問している。
京都
こちらも、主人公3人と大宮が訪問した観光名所。三年坂などを含め、『おジャ魔女どれみドッカ〜ン!』第12話においてどれみ達が修学旅行で訪問している。

## キャスト
- 長瀬ソラ - 森川葵[24]
- 吉月ミレ - 松井玲奈[24]
- 川谷レイカ - 百田夏菜子[24]
- 大宮竜一 - 三浦翔平[24]
- 矢部隼人 - 石田彰[24]
- 久保聖也 - 浜野謙太[24]
- 春風どれみ - 千葉千恵巳[24][注釈 11]
- 藤原はづき - 秋谷智子[24][注釈 12]
- 妹尾あいこ - 松岡由貴[24][注釈 13]
- 瀬川おんぷ - 宍戸留美[24][注釈 14]
- 飛鳥ももこ - 宮原永海[24][注釈 15]
- 春風ぽっぷ - 石毛佐和[24][注釈 16]
- ハナちゃん - 大谷育江
- マジョリカ - 永澤菜教
- 宮尾課長（ミレの上司） - 金光宣明
- 玉木哲司（レイカの父） - 菅原淳一
- 京都の公園の姉妹の父親 - 望月祐多[36]
- 塾指導員 - 詩乃優花[36]
- エゼキエル - 厚切りジェイソン[37]
- エゼキエルが勤める会社の代表 - Kダブシャイン[37]

### キャスティング
2020年2月に、東映アニメーションは本作の主人公として、長瀬ソラ役に森川葵、吉月ミレ役に松井玲奈、川谷レイカ役に百田夏菜子を選んだことを発表した。2020年3月には、3人の主人公それぞれに関わるキャラクターの声優として、大宮竜一役に三浦翔平、矢部隼人役に石田彰、久保聖也役に浜野謙太を起用したことを発表した。
声優の人選にあたっては、制作スタッフは『おジャ魔女どれみ』を見て育った人を選ぶ方針であった。制作スタッフが森川に注目したきっかけは、森川が本作の映画プロジェクトの告知をSNSに投稿したことだった。 森川はインタビューにおいて、プロデューサーの関から、森川が主演したテレビドラマ『カカフカカ』を見て、カカフカカの主人公と本作の主人公の一人である長瀬ソラのイメージが近いという内容の手紙を事前に受け取ったことを明かしている。同様に、幼い頃に『おジャ魔女どれみ』を見ていた三浦も、SNSや自身のラジオ番組で本作の告知に触れて以降、本作への出演オファーを受けたことを聞いたとしている。三浦は自身が演じた大宮竜一と同様に、シリーズのキャラクターの中では瀬川おんぷが最も好きだと述べているが、関によればこれは偶然であり、大宮がおんぷを好きであるという設定は三浦にオファーする前から決まっていた。
森川は声優の経験がこれまでなかったため、監督の佐藤と鎌谷は声だけで感情を伝えるテクニックや事例を伝えた。さらに、森川がドラマの現場で普段経験しているのと同様、キャラクターがどのような感情を抱いているのかを伝えるなども交えながら演技を指導した。 松井もアフレコの勉強をするため、矢部役の石田彰の収録を見学し、普段のお芝居とは異なる抑揚の付け方などが参考になったとインタビューで語っている。一方で百田は声優の経験自体はこれまでにもあったものの、グループでのセリフ収録は初めてで掛け合いのタイミングを合わせたりすることに苦労したとインタビューで話している。また、事前に尾道弁の音をもらって尾道弁を喋る練習をしていたところ、アフレコの途中でその音を入れたのがおんぷ役で広島県出身の宍戸留美だということを知り、より気持ちが入ったと述べている。
本作の新規キャラクターのキャストに加え、これまでの『おジャ魔女どれみ』シリーズで春風どれみ、藤原はづき、妹尾あいこ、瀬川おんぷ、飛鳥ももこ、春風ぽっぷの声優を務めた千葉千恵巳、秋谷智子、松岡由貴、宍戸留美、宮原永海、石毛佐和もそれぞれの役を再演した。さらに主要キャラクター以外の声でカメオ出演もしている。アニメシリーズの主要キャラクターの声優を務めたキャスト以外でも、氷青、葛城七穂、高村めぐみなどアニメシリーズでも縁のある声優やスタッフが複数カメオ出演している。また、厚切りジェイソンやKダブシャインもミレのビジネスパートナー役としてカメオ出演した。

## 製作スタッフ
- 原作 - 東堂いづみ[24]
- 企画・プロデューサー - 関弘美[24]
- 監督 - 佐藤順一[24]、鎌谷悠[24]
- 脚本 - 栗山緑[24]
- 音楽 - 奥慶一[53]
- キャラクターデザイン・総作画監督 - 馬越嘉彦[24]
- 作画監督 - 中村章子[24]、佐藤雅将[24]、馬場充子[24]、石野聡[24]、西位輝実[24]、浦上貴之[24]
- 絵コンテ - 佐藤順一、鎌谷悠、五十嵐卓哉、谷東[53]
- 製作担当 - 村上昌裕[53]
- 編集 - 西山茂[53]
- 録音 - 川崎公敬[53]
- 音響効果 - 石野貴久[53]
- 音楽構成 - 水野さやか[53]
- 美術監督 - 田尻健一[24]
- MAHO堂デザイン - 行信三[24]、ゆきゆきえ[24]
- 色彩設計 - 辻田邦夫[24]
- 撮影監督 - 白鳥友和[53]
- 主題歌 - MAHO堂「おジャ魔女カーニバル!!（魔女見習いをさがして Version）」
- 劇中歌 - MAHO堂+子供たち「おジャ魔女カーニバル!!（+子供たち Version）」
- エンディングテーマ - 瀬川おんぷ（宍戸留美）「終わらない物語（魔女見習いをさがして Version）」
- アニメーション制作 - 東映アニメーション[53]
- 製作 - 東映、東映アニメーション
- 配給 - 東映

## 製作
2019年3月23日にAnimeJapan2019において、『おジャ魔女どれみ』シリーズの20周年記念として本作の映画プロジェクトが初めて対外的に発表された。この場で本作のタイトルが『魔女見習いをさがして』であることや、『おジャ魔女どれみ』シリーズを手掛けたスタッフが本プロジェクトに復帰することも告知された。この時点で発表された制作スタッフは、監督に佐藤順一、脚本に栗山緑、キャラクターデザイン・総作画監督に馬越嘉彦、プロデューサーに関弘美など。また新たなメンバーとして、『HUGっと！プリキュア』で演出などを手掛けた若手の鎌谷悠が佐藤とともに初監督を務めることも発表された。関によれば、鎌谷は世代的にも「どれみ世代」より少し上で『おジャ魔女どれみ』についてもほとんど知らなかったというが、シナリオを読んでもらった際の物怖じせずに的確な意見を返してきたことで任せることを決めたという。また、今回『おジャ魔女』を知らない人でも楽しめることを目標のひとつに定めていたこともあって、鎌谷のような目線で作品を理解してもらえる人が必要だったとしている。
2019年10月29日には、制作陣が第32回東京国際映画祭のトークイベントに登壇し、本作のストーリーやキャラクターデザイン、本編コンテの一部なども公表した。このトークイベントにおいて、本作の主人公が長瀬ソラ、吉月ミレ、川谷レイカの3人であることと、そのキャラクターデザインが発表され、同時に主人公の3人が『おジャ魔女どれみ』シリーズを見ていたという共通点をきっかけに友人になり、旅に出るというストーリーの大筋も明かされた。
佐藤と関が本映画プロジェクトの計画を開始したのは2016年の9月頃であった。佐藤は当初、どれみ達やその周辺のアニメシリーズの登場人物をメインに、大人になったどれみ達にタイムパラドックスが絡んだ「奇跡」が起きるというような構想も考えていた。この案について関は、どれみ達とそのクラスメイトは特定の年齢に集中しているのに対し、当時の視聴者は幅広い年齢層に分布しているため、多くの視聴者に届けようとするには異なる年齢のキャラクターを出演させるべきだ、と考えていたと述べている。また、小説シリーズ『おジャ魔女どれみ16』も手掛けた脚本の栗山も、成人したどれみ達を主人公に据え、小学校のセレモニーでタイムカプセルを掘り出そうとするのを発端とし、周辺のキャラクター達にも触れながら成人したどれみ達を描く、といったストーリーを当初は構想していたという。しかし、それでは『おジャ魔女どれみ』シリーズのファンには喜ばれるかもしれないが、一般の観衆の興味を惹くことはできない、として構想を変えている。
インタビューで小野寺系より「攻めている」コンセプトという印象を受けた、と言われた関は、TVシリーズからのスタッフであった馬越にも開口一番にそう言われたと回顧し、しかしながら『おジャ魔女どれみ』という作品そのものが1999年の開始時点より攻めた作品であったとしている。当時のスタッフたちが関も含め30 - 40代の中、小学生を主人公にした魔法少女モノを制作するにあたって、メインターゲットである3歳から8歳の子供を徹底的にリサーチし、6人に1人が片親の家庭という厳しい現実を知って作品にも反映したという（妹尾あいこのエピソード）。本作でもこの制作の原点に立ち返って成人女性をターゲットにする上で、現代の一般的な20代の女性がどのような日常を送っているのかを徹底的にリサーチした。テレビ放映最初の年である1999年に8歳であった子は28、29歳、最後の年である2003年に3歳であった子は19、20歳であることを踏まえて、観客それぞれ自身の世代を投影できるよう、ソラ、ミレ、レイカという年齢に差がある3人の主人公が作られた。リサーチの結果として、例えば20年前に1999年と比較して大学生の半数は奨学金をもらうようになった社会情勢など、そうした経済状況の悪化や所得格差の拡大なども知り、そんな状況を登場人物たちに反映しなければならないと考えた。リサーチにあたっては社内だけでも100名の協力を得て、一般社会の女性に対するリサーチ結果も含め脚本の栗山に渡された。『おジャ魔女』は魔法が存在する虚構の世界だが、そこで現実の問題を描くにあたっては、可能な限り事実として正面から向き合う姿勢も見せなければならない、ということも『おジャ魔女』という作品であると関は述べている。
栗山によれば、ソラ、ミレ、レイカにはいずれも具体的なモデルがいるわけではなく、『おジャ魔女どれみ』シリーズのメインキャラクターの要素を少しずつ入れて作ったとしている。例えば、ソラの眼鏡ははづきの要素で、先生を志望する点はどれみと同じである。ミレはおんぷのように言葉を選ばず、ももこのように帰国子女である。レイカは3人の中で最もしっかりしていてあいこらしいが男運に恵まれないところはどれみに似ていて、顔はハナちゃんに似ている。一方で、『おジャ魔女どれみ』のアニメシリーズが子ども向けの設定であったのとは対照的に、本作ではキャラクターがお酒を飲むシーンが8回も登場する。このことについて関は、制作陣のライフスタイルに合っていて飲酒シーンが多かったことに違和感がなかったとし、ミレが仕事のストレスによってお酒を飲むシーンについてもまさしく自分であると評している。また、ミレのアパートが散らかっている設定についても関のアイデアだという。
主人公達が『おジャ魔女どれみ』の所縁の土地を巡るというプロットの着想については、関は以前から、異なる境遇の人物達が一緒に旅をする中で関係性が変わったり、互いに共感したりする魅力から、ロードムービーを作りたいと考えていたという。本作も、主人公3人の境遇は異なる中で、唯一『おジャ魔女』のファンという共通性を持ち、それが聖地巡礼という形で共に旅をすることが、ロードムービーの構造と重なると捉えたという。本来であれば、19歳と27歳の女性同士がすぐに打ち解けることもおかしいとしつつ、関は、今は好きなものでつながる時代であり、強力な共通点があるとそういった垣根を飛び越えることができると思う、と述べている。
佐藤によれば、アニメ『おジャ魔女どれみ』シリーズでは、子供向けアニメ番組で期待されるような「明るい、可愛い」背景を用いる代わりに、世界に深みを与えるような大人びたテイストを表現するために「重めのトーン」の色使いを意識したという。本作でも同様に、暗すぎず明るすぎずを意識したが、アニメシリーズよりもさらにシビアなストーリー展開であるため、美術はむしろ少し明るくなるよう鎌谷が要請したという。また、美術班は絵のような背景とリアリズムのバランスを取ることに努めているが、本作では現実の世界とどれみ達がいる架空の世界の区別を明確にするため、よりリアリズムを意識した作画を行ったという。また、『おジャ魔女どれみ』と本作の双方に登場するたんぽぽや綿毛のモチーフは、『おジャ魔女どれみ』以前に佐藤、栗山、関の3人が手掛けた『夢のクレヨン王国』が綿毛が空を飛んでいくシーンで終わったことにちなんだものであることを、佐藤が明かしている。
本作の収録は2020年9月に完了した。収録の最終日には、森川、松井、百田、三浦の収録を終えた後に、6人の『おジャ魔女どれみ』オリジナルキャストとヒロイン役の3人が、最終シーンを一緒に収録した。この際、帰国子女のミレを演じる松井に対して、ももこ役の宮原が英語のフレーズを指導する一幕もあった。2020年10月1日に、本作の制作完了を報告する完成報告イベントが丸の内Toeiにて開催され、出席した森川、松井、百田、三浦の4名がそれぞれのキャラクターや映画の感想について語った。

## 音楽
奥慶一によって制作されたオリジナル・サウンドトラックは、2020年12月23日に『映画『魔女見習いをさがして』ミュージック・コレクション』の名称で発売された。初週のオリコンの週間アルバムチャートで86位にランクインした。 映画のオープニングテーマソングであるMAHO堂による「おジャ魔女カーニバル!!（魔女見習いをさがして Version）」は、今回新たに編曲されたものである。関は音楽を担当した奥に、本作のドラマに合うよう「おジャ魔女カーニバル!!」を再編曲するよう依頼した。また、エンディングテーマの「終わらない物語（魔女見習いをさがして Version）」は、宍戸留美が瀬川おんぷとしてカバーしたものである。
| #   | タイトル                                                               | 作詞     | 作曲・編曲 | アレンジ | 時間 |
| --- | ---------------------------------------------------------------------- | -------- | ---------- | -------- | ---- |
| 1.  | 「プロローグ―未来が見えない三人」                                      | —        | 奥慶一     | 奥慶一   | 3:52 |
| 2.  | 「おジャ魔女カーニバル!!」(（魔女見習いをさがして Version）Movie Size) | 大森祥子 | 池毅       | 奥慶一   | 1:38 |
| 3.  | 「MAHO堂にて～どろぼう!?」                                             | —        | 奥慶一     | 奥慶一   | 1:10 |
| 4.  | 「三人の出会い」                                                       | —        | 奥慶一     | 奥慶一   | 2:36 |
| 5.  | 「魔法玉がつなぐもの」                                                 | —        | 奥慶一     | 奥慶一   | 1:16 |
| 6.  | 「ミレ 怒りのテーマ・その1」                                           | —        | 奥慶一     | 奥慶一   | 0:40 |
| 7.  | 「聖也のギター（イントロ）」                                           | —        | 奥慶一     | 奥慶一   | 0:30 |
| 8.  | 「いざ高山へ！」                                                       | —        | 奥慶一     | 奥慶一   | 2:40 |
| 9.  | 「アイラブ飛騨ビ～フ♡～だまされてる!?」                                | —        | 奥慶一     | 奥慶一   | 0:48 |
| 10. | 「白川郷―楽しいひととき」                                              | —        | 奥慶一     | 奥慶一   | 1:01 |
| 11. | 「自信をなくしたソラ」                                                 | —        | 奥慶一     | 奥慶一   | 1:11 |
| 12. | 「レイカの切ない記憶」                                                 | —        | 奥慶一     | 奥慶一   | 1:00 |
| 13. | 「高山観光―まずはどこに行くんでしたっけ？」                            | —        | 奥慶一     | 奥慶一   | 1:23 |
| 14. | 「転がる魔法玉」                                                       | —        | 奥慶一     | 奥慶一   | 1:24 |
| 15. | 「レイカの辛い思い」                                                   | —        | 奥慶一     | 奥慶一   | 1:40 |
| 16. | 「反省するミレ」                                                       | —        | 奥慶一     | 奥慶一   | 1:21 |
| 17. | 「尾道―いますぐに謝りたい」                                            | —        | 奥慶一     | 奥慶一   | 2:38 |
| 18. | 「お父さんとの思い出」                                                 | —        | 奥慶一     | 奥慶一   | 1:31 |
| 19. | 「ミレ 怒りのテーマ・その2」                                           | —        | 奥慶一     | 奥慶一   | 2:12 |
| 20. | 「ミレ 怒りのテーマ・その3」                                           | —        | 奥慶一     | 奥慶一   | 0:52 |
| 21. | 「レストランBGM」                                                      | —        | 奥慶一     | 奥慶一   | 1:21 |
| 22. | 「矢部の失態」                                                         | —        | 奥慶一     | 奥慶一   | 0:51 |
| 23. | 「ソラ先生と牧田くん。光がさして」                                     | —        | 奥慶一     | 奥慶一   | 2:48 |
| 24. | 「レッツゴー修学旅行!!」                                               | —        | 奥慶一     | 奥慶一   | 1:19 |
| 25. | 「奈良観光―四人の楽しいひととき」                                      | —        | 奥慶一     | 奥慶一   | 1:40 |
| 26. | 「静かな不安」                                                         | —        | 奥慶一     | 奥慶一   | 1:00 |
| 27. | 「三年坂―坂の途中で」                                                  | —        | 奥慶一     | 奥慶一   | 1:30 |
| 28. | 「渡月橋―ソラと大宮の素直なきもち」                                    | —        | 奥慶一     | 奥慶一   | 3:04 |
| 29. | 「よっぱらい」                                                         | —        | 奥慶一     | 奥慶一   | 1:03 |
| 30. | 「やさしい夜」                                                         | —        | 奥慶一     | 奥慶一   | 1:40 |
| 31. | 「夢とそれぞれの魔法」                                                 | —        | 奥慶一     | 奥慶一   | 3:43 |
| 32. | 「そこにある魔法」                                                     | —        | 奥慶一     | 奥慶一   | 1:18 |
| 33. | 「おジャ魔女カーニバル!!」(（+子供たちVersion）Movie Size)             | 大森祥子 | 池毅       | 奥慶一   | 1:19 |
| 34. | 「終わらない物語」(（魔女見習いをさがして Version）Movie Size)         | 井上望   | 井上望     | 奥慶一   | 3:39 |
| 35. | 「おジャ魔女カーニバル!!」(（魔女見習いをさがしてVersion）)            | 大森祥子 | 池毅       | 奥慶一   | 3:48 |
| 36. | 「おジャ魔女カーニバル!!」(（+子供たちVersion))                        | 大森祥子 | 池毅       | 奥慶一   | 3:39 |
| 37. | 「終わらない物語」(（魔女見習いをさがしてVersion）)                    | 井上望   | 井上望     | 奥慶一   | 3:59 |
| 38. | 「終わらない物語」(（魔女見習いをさがして・おんぷOnly Version）)       | 井上望   | 井上望     | 奥慶一   | 3:58 |

## 作品の特徴
本作の大きな特徴の1つとして、『おジャ魔女どれみ』の映画であるにもかかわらず、主人公は春風どれみ等ではないという点が挙げられる。具体的には、子供の頃に『おジャ魔女どれみ』シリーズを見ていた20代の3人が主人公となる（22歳の教員志望の大学生の長瀬ソラ、27歳の会社員の吉月ミレ、20歳のフリーターの川谷レイカが、同シリーズをきっかけに出会う）。これについて関は、「どれみちゃんたちはみんな同級生なので、その子たちが大人になってからの話だとみんな同い歳の状態。でも視聴者の年齢に幅があるので、『おジャ魔女』を観てくださっていたすべての方に届けるためには、同じ歳の人ばかり出しちゃダメだなと思った。」と語っている。さらに、本映画のタイトルに「おジャ魔女どれみ」という名前をあえて入れなかったのも、映画を観終わった人々に「これこそどれみの映画だ」と思ってもらいたかった、 これまでの人気に安住したくなかった、などの理由からであるという。脚本の栗山もまた、最初のプロットでは成人したどれみ達を主人公としたストーリーを考えていたが、「どれみファンには響くんですけれど、一般の観客には興味を持たれない」として、新しい3人の主人公を設定することで3人を通じて「どれみ」の世界に触れてもらおうとしたという意図を述べている。
監督の佐藤は本作について次のように述べている。
また、 本作の冒頭には主題歌「おジャ魔女カーニバル!!」のアレンジバージョンが使用されたが、当初は新曲にすることを予定していたという。

## 封切り
当初、本作は2020年5月15日に公開予定であったが、2020年3月19日に制作上の都合により公開を同年秋に延期することが発表され、2020年8月18日に、公開日を同年11月13日とすることが改めて発表された。2020年10月にはこの年開催の第33回東京国際映画祭に特別招待作品として出品、11月3日にプレミア上映および主演3人と監督2人による舞台挨拶が行われた。本作は公開後初週の興行収入が約7400万円となり、4位にランクインした。公開後4週目の週末までに、興行収入は約2億4600万円に到達した。最終的な興行収入は約3億円。

### プロモーション
本作の公開にあたり、プロモーション活動として様々なコラボレーション企画が実施された。
ジュエリーブランドThe Kissとの企画では、アニメシリーズで登場する魔法グッズをあしらったアクセサリーをリリースした。また、一番くじとはコスメグッズを展開。サンリオとは、サンリオのキャラクターが、おジャ魔女シリーズの魔女見習いコスチュームに身を包んだデザインを用いたグッズを販売した。また、earthのブランドで知られるアースミュージックアンドエコロジーとは、どれみ達をイメージした服やアクセサリー、グッズなどを展開した。
また、2020年9月18日からはキットカットと協同し、キットカットと映画前売り券を同梱したセットを発売した。「キットカット」ブランドを展開するネスレによれば、キットカットの合言葉である「キット、願いかなう。」のコンセプトと、本作のテーマである夢のために一歩踏み出すことの共感から生まれたプロジェクトであるとしている。また、厚生労働省が実施している女性の活躍推進企業データベースの普及を目的に、タイアップしたコラボポスターを作成し、全国の大学や労働局、ハローワークなどに掲示された。さらに、同じく東映アニメーションが制作している魔法少女アニメ『ヒーリングっど♥プリキュア』の第16話（(2020年7月19日放映）は、本作のプロモーションの一環として本作の映画告知ポスターが映り込むという演出もなされた。
本作の劇中の移動シーンで登場する近畿日本鉄道ともタイアップ。映画の劇中で近鉄京都線の京都駅から近鉄奈良駅までの移動シーンが描かれ、近鉄特急のビスタEX（30000系）が登場するとともに、同系の2階建車デッキ部にキャラクターのぬいぐるみを置くなどの装飾を行う他、記念入場券の発売などのイベントを行った。

## 評価
映画評論家の小野寺系は、リアルサウンドの記事において、本作で描かれるのがアニメシリーズの主人公であった魔法少女のどれみ達ではないことを取り上げ、アニメシリーズを見ていない観客にも理解できる、ドラマとしての強靭さを得たと指摘している。また、敢えてメインキャラクターをかつての人気キャラクターから変更することによって、一つの独立した作品として描きたいテーマを深彫りできるとし、このような決断をした挑戦的な制作姿勢を評価するべきとしている。
映画評論家のくれい響は、シネマトゥデイで、本作に5つ星のうち4つ星の評価を行った。また、本作を「オトナ向け」と評し、『おジャ魔女どれみ』シリーズに限定されない一般的なオタク女子の友情を描いた作品であるとしている。さらに、本作が好きでい続けることを肯定するという面だけでなく、日常生活の厳しさに触れた点も称賛した。主人公を担当した3人の演技も、好演であるとしている。
社会学研究者の中村香住は、『キネマ旬報』の特集における作品評において、本作を「オタク女性のロードムービー」と評し、聖地巡礼といったファンカルチャーを通して異なる社会状況の女性たちの絆や連帯（フェミニズムにおけるシスターフッド）を描いた作品だと指摘している。本作の主人公たちは同世代の女性としつつも、年齢的なバラつきをはじめとした様々な異なる属性の女性たちであり、そうした彼女らが共通のファンダムを通して初対面でも初日から意気投合し、それは単に「好き」を語りあうだけに留まらず、「女性として生きていく中での悩みを共有し、一緒に考え、サヴァイヴしていく、人生における重要な仲間になることがある」とする。その上で、魔法の存在しない現実世界を舞台にしながらも、最後にはまったく異なる性質を持つ3人が内にある「魔法」を重ね合わせて新たな一歩を踏み出すという「マジカルステージ」だと結んでいる。
本作は、2021年1月に第75回毎日映画コンクールアニメーション映画賞を受賞した。

## テレビ放送
| 回数 | テレビ局  | 番組名（放送枠名） | 放送日                                     | 放送時間                      | 放送分数 | 視聴率 | 備考         |
| ---- | --------- | ------------------ | ------------------------------------------ | ----------------------------- | -------- | ------ | ------------ |
| 1    | NHK Eテレ | （なし）           | 2021年12月31日（金）                       | 16:30 - 18:00                 | 090分    |        | テレビ初放送 |
| 2    | NHK Eテレ | （なし）           | 2022年12月25日（日） （12月24日 土曜深夜） | 01:00 - 02:20 (25:00 - 26:30) | 090分    |        |              |